# Gnophos obscuraria
Gnophos obscuraria là một loài bướm đêm trong họ Geometridae.